# Planeta X
Planeta X – hipotetyczna dziewiąta planeta w Układzie Słonecznym, znajdująca się dalej od Słońca niż Neptun.
W przeszłości istnienie takiej planety postulowano na podstawie nieprawidłowo wyliczonej perturbacji orbity Neptuna, co jednak doprowadziło do odkrycia Plutona. Pluton nie był odpowiedzialny za perturbacje orbity Neptuna, ale do czasu zmiany jego statusu z planety na planetę karłowatą był uznawany za dziewiątą planetę.
W świetle obecnego stanu wiedzy, jeżeli w Układzie Słonecznym istnieje dziewiąta planeta, to musi krążyć znacznie dalej od Słońca, poza Pasem Kuipera, i nie wywierać mierzalnego wpływu na znane planety, ale może mieć znaczący wpływ na orbity obiektów transneptunowych. W 2015 rozpoczęto poszukiwania hipotetycznej dziewiątej planety po opublikowaniu teoretycznych wyliczeń wskazujących na możliwość jej istnienia.

## Kontekst historyczny

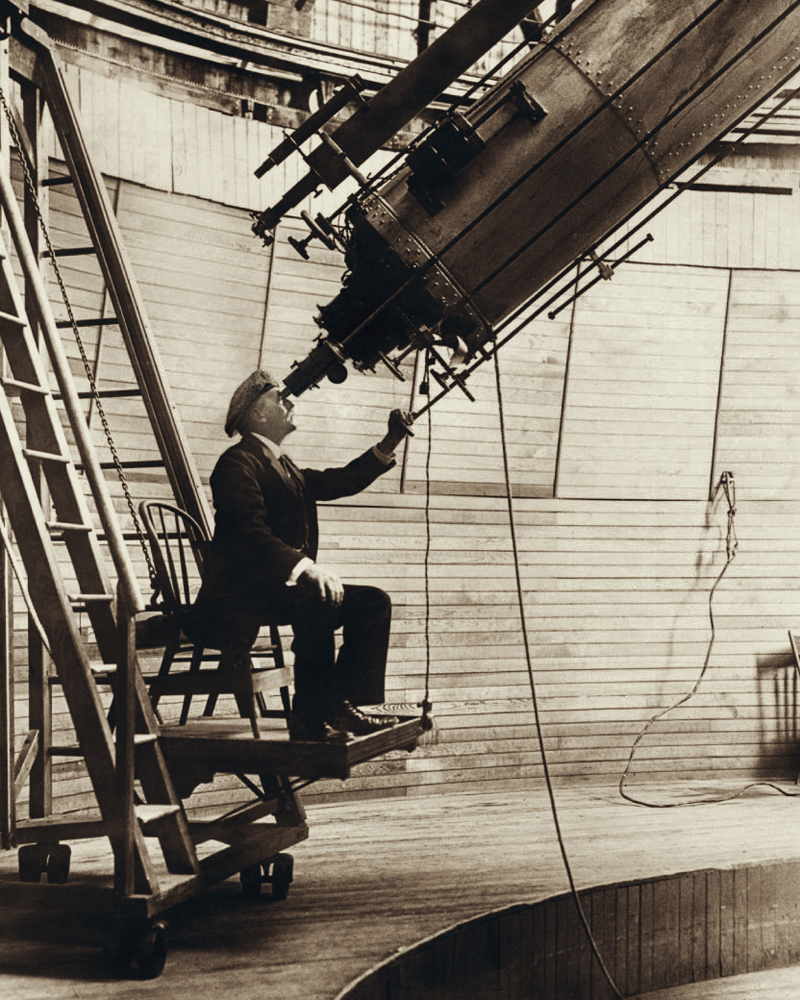
Percival Lowell przy pracy w ufundowanym przez siebie obserwatorium

W 1781 William Herschel odkrył nieznaną wówczas planetę – Urana. 40 lat później francuski astronom, Alexis Bouvard, opublikował tablice astronomiczne zawierające obliczone położenia planety. Obserwacje jednak nie zgadzały się z jego obliczeniami, co doprowadziło go do wniosku, że ruch Urana jest zaburzany przez oddziaływanie z inną planetą. Urbain Le Verrier i John Couch Adams niezależnie wyznaczyli, w którym miejscu na niebie powinno znajdować się to nieznane ciało. W 1846 Johann Gottfried Galle skierował teleskop w punkt wskazany przez Le Verriera i tuż obok niego odkrył Neptuna.
Niedługo później różni uczeni (jako pierwszy Jacques Babinet) doszli do wniosku, że ruch Neptuna także jest zaburzany i uznano, że w większej odległości od Słońca znajduje się jeszcze co najmniej jedna planeta. Babinet, który w porównaniu z Le Verrierem był co najwyżej amatorskim astronomem, oskarżył tego ostatniego o wiele „potężnych błędów”, które wkradły się w wyliczenia dotyczące orbity i masy Neptuna. Babinet zaproponował przy tym istnienie innej planety, leżącej poza orbitą Neptuna, którą nazwał „Hyperion” i określił jej masę na 11,6 razy większą od masy Ziemi, a odległość od Słońca na 47–48 au. Atak Babineta na Le Verriera był bardzo gwałtowny i osobisty; w obronie Le Verriera stanęli między innymi John Herschel, Wilhelm Struve i Carl Jacobi. Le Verrier bez trudności odparł zarzuty Babineta, niemniej gwałtowne i niepotrzebne wejście Babineta do dyskusji na temat Neptuna i hipotetycznej planety leżącej poza nim na długo zatruło atmosferę w ówczesnym środowisku astronomicznym i było bardzo typowe dla tej epoki.
Wielu XIX-wiecznych astronomów, w tym Le Verrier, sądziło, że za Neptunem istnieje jeszcze jakaś planeta, ale Le Verrier uważał, że jej poszukiwania nie mają sensu, zanim nie zdobędzie się kilku dekad danych obserwacyjnych dotyczących parametrów orbitalnych Neptuna, i zwrócił swoją uwagę ku Merkuremu. Uczonym, który rozpoczął systematyczne poszukiwania nieznanej planety zaburzającej ruchy Urana i Neptuna, był Percival Lowell. Zaproponował dla niej nazwę „Planeta X”. Niemniej sam Lowell zdawał sobie sprawę z trudności związanych z poszukiwaniem nowej planety, jak napisał w publikacji Memoir on a Trans-Neptunian Planet: „nie możemy użyć Neptuna jako drogowskazu do następnej planety, tak samo jak użyliśmy Urana do wskazania Neptuna, ponieważ nie mamy wystarczająco dużo obserwacji związanych z Neptunem”.
Jednym z uczonych poszukujących Planety X był Clyde Tombaugh. Jego obserwacje doprowadziły do odkrycia Plutona w 1930. Wkrótce jednak okazało się, że Pluton jest zbyt mały, żeby wywoływać zauważalne perturbacje ruchu planet. Kolejne dziesięciolecia obserwacji nie przyniosły rozwiązania problemu.
Dopiero badania sondy Voyager 2 pozwoliły rozwiązać zagadkę zaburzeń. Okazało się, że masa Neptuna została przeszacowana o ok. 0,5%. Uwzględnienie tej różnicy sprawiło, że zaburzenia zniknęły, zatem Planeta X, tak jak ją zdefiniował Lowell, nie istnieje.

## Współczesny stan wiedzy
Ruch znanych planet nie jest zaburzany przez duży, nieznany obiekt, zatem pierwotna hipoteza o istnieniu Planety X jest fałszywa. Pewne fakty obserwacyjne mogą wskazywać jednak, że w Układzie Słonecznym istnieje nieznane ciało planetarne krążące po bardzo oddalonej od Słońca orbicie.

### Klif Kuipera

Liczba znanych ciał pasa Kuipera w zależności od odległości od Słońca

W latach 90. XX wieku okazało się, że odkryty 60 lat wcześniej Pluton należy do większej grupy obiektów transneptunowych, które tworzą zewnętrzny pas planetoid skalno-lodowych – pas Kuipera – oraz dysk rozproszony. W grupie tej są także inne ciała dostatecznie masywne, aby pod wpływem własnej grawitacji utrzymać kształt bliski kulistemu (tzw. plutoidy), w tym Eris o masie większej od Plutona.
Astronomowie znają coraz więcej obiektów pasa Kuipera, ale okazuje się, że w odległości ok. 50 au od Słońca ich liczba drastycznie spada – jest to tzw. klif Kuipera. Takie ostre granice nie powstają bez powodu; przykładowo przerwy Kirkwooda w pasie planetoid tworzy grawitacja krążącego dalej od Słońca Jowisza. Prawdopodobnym wyjaśnieniem genezy klifu Kuipera jest oddziaływanie grawitacyjne z nieznanym obecnie ciałem o dużej masie. Jeden z modeli komputerowych dynamiki Układu Słonecznego, który stworzyli Patryk Lykawka i Tadashi Mukai z Uniwersytetu Kobe, wskazuje, że w odległości 100–170 au od Słońca krąży planeta o masie ok. 30–70% masy Ziemi. Może ona mieć średnicę 10–15 tys. km i obiegać Słońce w czasie od 1000 do 2500 lat, po orbicie nachylonej do ekliptyki pod kątem 20–40°.

### Wewnętrzny Obłok Oorta
W 2003 odkryta została duża planetoida (90377) Sedna krążąca po ekscentrycznej orbicie z peryhelium poza pasem Kuipera. Na jej orbitę nie ma już istotnego wpływu oddziaływanie Neptuna; jest to tzw. obiekt odłączony, przedstawicielka wewnętrznego Obłoku Oorta. W 2012 odkryto obiekt 2012 VP113 krążący po podobnej orbicie; może to wskazywać, że orbity obu tych ciał są kształtowane przez oddziaływanie nieznanego obiektu o większej masie, przypuszczalnie tego samego, które odpowiada za istnienie klifu Kuipera. Według odkrywców może to być nieznana planeta typu superziemia.

### Źródło komet długookresowych
Inna hipoteza sugeruje, że komety długookresowe przybywają w pobliże Słońca z odległego Obłoku Oorta nie równomiernie, ale z pewnego pasa na niebie. Mogłoby to wskazywać, że są one wytrącane z pierwotnych orbit przez grawitację niezaobserwowanej dotąd masywnej planety. Obiekt ten, nazwany przez postulatorów „Tyche”, miałby być gazowym olbrzymem o masie 1–4 mas Jowisza, który krąży w odległości 10 000–30 000 au w zewnętrznym Obłoku Oorta.

### Planet Nine

Orbita hipotetycznej planety i orbity sześciu planetoid, które zostały zmienione po jej bliskim przejściu

W 2016 Konstantin Batygin i Michael E. Brown ogłosili wyniki badań, według których istnieją bardzo silne przesłanki teoretyczne na istnienie bardzo odległej, masywnej planety. Nie odkryli planety bezpośrednio, ale wywnioskowali jej potencjalne istnienie na podstawie symulacji komputerowych. Według astronomów planeta, nazywana przez nich po prostu Planet Nine (Dziewiąta Planeta), miałaby mieć masę około 10 mas Ziemi i przeciętnie być oddalona od Słońca dwadzieścia razy dalej niż Neptun. Według ogłoszonych wyników badań „Planet Nine” miałaby być odpowiedzialna między innymi za nietypowe, prostopadłe do ekliptyki orbity sześciu obiektów transneptunowych i kształty ich orbit, które ukierunkowane są w jedno miejsce.
| Obiekt        | Okres orbitalny (lata) | Półoś wielka (au) | Peryhelium (au) | Argument perycentrum (ω) |
| ------------- | ---------------------- | ----------------- | --------------- | ------------------------ |
| 2012 VP113    | 4268 ± 179             | 263               | 80,5            | 294°                     |
| 2004 VN112    | 5845 ± 30              | 324,5             | 47,3312         | 327,20°                  |
| 2010 GB174    | 6855                   | 361               | 48,5            | 347,3°                   |
| 2013 RF98     | 5860                   | 325               | 36,29           | 316,5                    |
| 2007 TG422    | 11200                  | 501               | 35,560          | 285,6°                   |
| (90377) Sedna | 11400                  | 524,4             | 76,0917         | 311,29°                  |

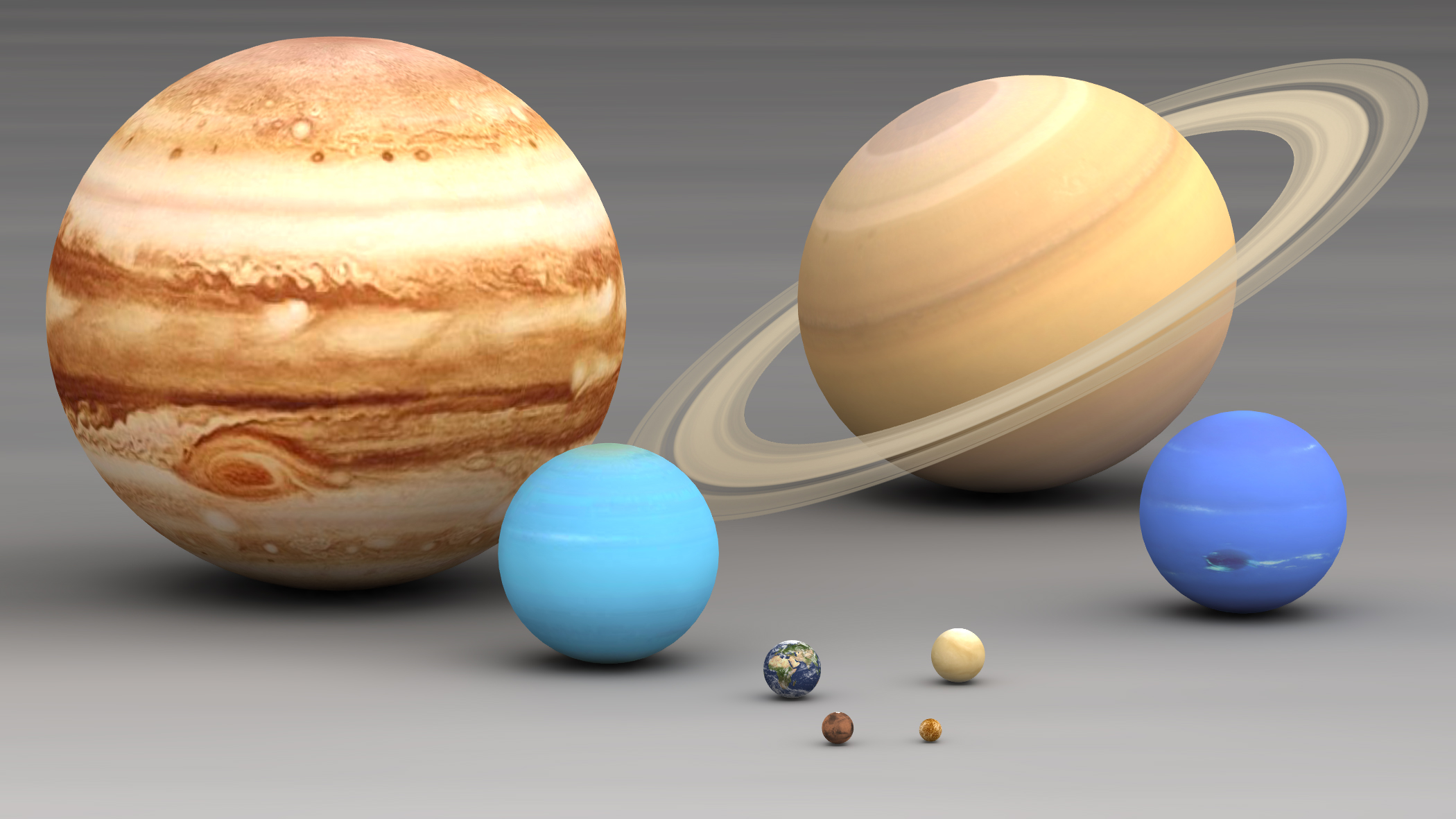
Jeżeli istnieje, to dziewiąta planeta jest prawdopodobnie lodowym olbrzymem o budowie podobnej do Urana i Neptuna (na ilustracji niebieskie planety; dla porównania pokazano w jednakowej skali największe gazowe olbrzymy i planety skaliste)

Jeżeli planeta rzeczywiście istnieje, to może być to hipotetyczny piąty olbrzym, którego istnienie sugerowane jest przez tzw. model nicejski opisujący migrację masywnych planet (olbrzymów – gazowych i lodowych) z ich oryginalnych orbit położonych znacznie bliżej Słońca do ich obecnych orbit. Jeśli istnieje, planeta ma bardzo wydłużoną, eliptyczną orbitę, a jej okres orbitalny wynosi 10–20 tysięcy ziemskich lat. Średnia odległość od Słońca hipotetycznej planety wynosiłaby 600 jednostek astronomicznych, ale mogłaby się zbliżać do Słońca nawet do 200 au.
Badania Batygina i Browna zostały ogłoszone w „The Astronomical Journal”. Inni naukowcy specjalizujący się w badaniach nad Pasem Kuipera, w tym jego odkrywca David Jewitt, zwracają uwagę na statystyczne problemy związane z interpretacją danych Batygina i Browna. Wyliczone prawdopodobieństwo takiego ustawienia sześciu planetoid, jak zostało zaobserwowane, wynosi około 0,007%, co daje odchylenie standardowe wynoszące około 3,8. Jest to więcej niż zazwyczaj wymagany poziom trzech odchyleń standardowych (99,7%), aby dane odkrycie zostało potraktowane poważnie, ale nadal jest to jedynie hipoteza. Inne analizy statystyczne sugerują, że obiekty pasa Kuipera mogą oddziaływać na siebie wzajemnie w taki sposób, aby stworzyć właśnie takie małe systemy planetoid.
Pomimo wątpliwości co do ogłoszonych wyników badań rozpoczęto już poszukiwania hipotetycznej planety. Oczekuje się, że obserwowana wielkość gwiazdowa takiego obiektu będzie wynosiła ponad 22, co czyniłoby ją przynajmniej 600 razy ciemniejszą od Plutona. Głównym teleskopem zajmującym się poszukiwaniem hipotetycznej planety jest japoński Subaru (Japońska nazwa Plejad). Poszukiwania będą też przeprowadzane przy pomocy 10-metrowych teleskopów Kecka na Hawajach, sąsiadujących z teleskopem Subaru.
W roku 2019 w wydawnictwie Elsevier opublikowano artykuł „The planet nine hypothesis”, pod którym podpisali się Konstantin Batygin, Fred C.Adams, Michael E.Brown, Juliette C. Becker.

### Kontrargumenty obserwacyjne
Teleskop kosmiczny WISE obserwował niebo w podczerwieni, dzięki czemu był w stanie wykryć obiekty niedostrzegalne w świetle widzialnym. Czułość tego urządzenia pozwalała na wykrycie ciała podobnego do Saturna do 28 tys. jednostek astronomicznych od Słońca, a podobnego do Jowisza do 82 tys. au. Obiekt o masie 3 MJ byłby wykrywalny w odległości przekraczającej 100 tysięcy au, poza granicami Obłoku Oorta. Zatem gazowy olbrzym Tyche ani też postulowana niezależnie od niego gwiazda Nemesis nie istnieją. Obserwacje te nie wykluczają istnienia mniejszych ciał niebieskich, jak Planet Nine.

## Spekulacje pseudonaukowe
Niezależnie od badań o charakterze naukowym Planeta X jest także obiektem spekulacji pseudonaukowych. Zecharia Sitchin opublikował szereg książek, opierając się na tłumaczeniach i interpretacji tekstów sumeryjskich, dochodząc do wniosku, że istnieje nieznana planeta Nibiru. Po odkryciu planetoidy Sedna część opinii publicznej zaczęła utożsamiać ją z planetą postulowaną przez Sitchina. Twierdzenia te są jednak bezpodstawne.
Szwajcarski publicysta Erich von Däniken przedstawił w 1984 w jednej ze swoich książek (Dzień, w którym przybyli bogowie) teorię o planecie, która miała znajdować się pomiędzy orbitami Marsa i Jowisza, a której pozostałościami jest dziś pas planetoid. Swoją tezę uzasadnił specyficzną interpretacją kalendarza Majów, na podstawie której określił czas obiegu Planety X wokół Słońca na 5,2 ziemskiego roku oraz dobę na 7,3 doby ziemskiej. Planeta miała być siedzibą rozwiniętej technicznie cywilizacji, będącej jednocześnie przyczyną katastrofy planety, a której przedstawiciele byli czczeni przez Majów jako bogowie. Däniken wskazuje jednak na problem z masą znanych planetoid, która jest zbyt mała, aby mogły kiedyś tworzyć dużą planetę. Według niektórych spekulacji dotyczących planety istniejącej pomiędzy orbitami Marsa i Jowisza jej pozostałościami mogłyby być Wenus i/lub Mars, co rozwiązywałoby problem niewielkiej masy planetoid. Brakuje jednak jakiegokolwiek logicznego wyjaśnienia jej rozpadu i przemieszczenia tych planet na dzisiejsze orbity; przeczy też temu skład chemiczny i mineralny tych ciał.